# Fortapàsc
Fortapàsc è un film del 2009, diretto da Marco Risi, sulla breve esistenza e la tragica fine del giornalista Giancarlo Siani, interpretato da Libero De Rienzo.
Tra gli altri interpreti si segnalano Michele Riondino, Ennio Fantastichini, Ernesto Mahieux, Daniele Pecci, Valentina Lodovini, Gianfranco Gallo, Massimiliano Gallo. Il film è tratto da "Mehari", un cortometraggio realizzato nel 1999 da Gianfranco De Rosa (poi produttore esecutivo di Fortapàsc).

## Trama
Giancarlo Siani è un giovane giornalista napoletano che lavora nella redazione locale de Il Mattino a Torre Annunziata; Siani scrive di cronaca nera. Occupandosi di cronaca nera e di omicidi di camorra, il giornalista incomincia a indagare sulle alleanze dei camorristi annunziatesi con i reggenti di altri clan della Campania e scopre vaste aree di corruzione e connivenze tra politici e criminalità organizzata.
Nonostante le minacce più o meno velate della classe politica locale, Siani pian piano riesce a intuire la corruzione del Sindaco e di come un suo caro amico, Ciro, si sia ridotto a fare lavori malavitosi come portare tangenti (occultate fra la carne) a politici e clan, per aiutare economicamente la sua famiglia . Continua nella sua inchiesta, in special modo dopo la strage del circolo dei pescatori, avvenuta il 26 agosto 1984, voluta dal clan Bardellino per regolare conti con il clan Gionta volendone ammazzare il capo Valentino che riesce a scappare, costandogli però 8 uomini.
I suoi articoli però infastidiscono i boss camorristi della zona, mettendone in crisi le alleanze, fino all'arresto del boss Valentino Gionta. Il suo intuito lo porta anche a smascherare il sindaco di Torre Annunziata, Cassano, che viene condannato a sette anni e mezzo.
Così, dopo esser stato trasferito nella sede centrale del quotidiano partenopeo, in una riunione di camorra viene decisa la condanna a morte di Siani, che per loro sembra abbia "alzato troppo la manica" e la sua condanna è decisa. Siani viene ucciso la sera del 23 settembre 1985, pochi giorni dopo aver compiuto 26 anni, nel quartiere residenziale del Vomero, nei pressi di piazza Leonardo, a pochi metri da casa sua. Quella sera stessa si tenne il concerto di Vasco Rossi, a cui il giornalista avrebbe voluto assistere.

## Produzione

### Preproduzione
Il regista Marco Risi ha voluto incontrare più volte la famiglia Siani, al fine di rendere il film e il personaggio più realistico possibile, sin dalla fase di pre-produzione. Sono state sottoposte al fratello Paolo le varie bozze di sceneggiatura del film.

### Riprese
Il film è stato girato in diversi quartieri di Napoli, e nelle località di Torre del Greco, Torre Annunziata, Portici, Ercolano, Castellammare di Stabia e Castel Volturno (CE) presso la frazione di Villaggio Coppola Pinetamare. La strage del «circolo pescatori» nel film viene ambientata in un bar di Torre del Greco per l'avversione degli abitanti del rione «Carceri» di Torre Annunziata alla presenza della troupe cinematografica in loco. Soltanto la scena finale della fuga di Valentino Gionta viene girata a Torre Annunziata, di fronte al porto. L'episodio del concerto di Vasco Rossi è reale, dal momento che il cantante si esibì la sera del 23 settembre 1985 al Palasport. Il regista Dino Risi, padre di Marco, morì al termine della prima settimana di riprese, il 7 giugno 2008. La produzione ha dedicato la pellicola di Marco Risi alla memoria del padre.

### Colonna sonora
La colonna sonora, inedita, è opera del compositore Franco Piersanti. Del film fanno parte anche i seguenti brani:
1. Ogni volta - Vasco Rossi
2. La torre di Babele - Edoardo Bennato
3. Tu ca nun chiagne - Ciro Capano
4. Pe' sempe - Ciro Capano
5. O bene mio - Ciro Capano
6. Napule e' - Pino Daniele
7. Jesce sole - Roberto De Simone
8. Centro di gravità permanente - Franco Battiato
9. Pop corn e patatine - Nino D'Angelo
10. Casanova '70 - eseguito da Antonio Buonomo
11. Dicitencello vuje - eseguito da Mario Abbate
12. O ritratto 'e Nanninella - eseguito da Antonio Buonomo
13. Notturno dal Quartetto n. 2 in Re maggiore di A. Borodin - eseguito dal Quartetto Pessoa (Kyung Mi Lee, Marco Quaranta, Rita Gucci, Achille Taddeo)
14. Quanno chiove - Pino Daniele
15. River runs deep - J.J. Cale
16. Scumbinata - Mammoliti, Mambelli, Di Carlo, Poggiani
17. Noi ragazzi di oggi - eseguito da Luis Miguel

## Riconoscimenti
- 2010 - David di Donatello
  - Candidatura Migliore sceneggiatura a Jim Carrington, Andrea Purgatori, Marco Risi e Maurizio Cerino
  - Candidatura Miglior produttore a Angelo Barbagallo e Gianluca Curti
  - Candidatura Migliore attore protagonista a Libero De Rienzo
- 2009 - Nastro d'argento
  - Candidatura Regista del miglior film a Marco Risi
  - Candidatura Migliore produttore a Angelo Barbagallo e Gianluca Curti
  - Candidatura Migliore sceneggiatura a Jim Carrington, Andrea Purgatori, Marco Risi, Maurizio Cerino
  - Candidatura Migliore attore protagonista a Libero De Rienzo
  - Candidatura Migliore attore non protagonista a Ernesto Mahieux
  - Candidatura Migliore fotografia a Marco Onorato
- 2010 - Globo d'oro
  - Miglior regista a Marco Risi
  - Candidatura Miglior film a Marco Risi
  - Candidatura Miglior attore a Libero De Rienzo
- 2009 - Ciak d'oro
  - Miglior fotografia a Marco Onorato[2]
  - Miglior colonna sonora a Franco Piersanti[2]
  - Miglior manifesto[2]
  - Candidatura Migliore sceneggiatura a Jim Carrington, Andrea Purgatori, Marco Risi e Maurizio Cerino
  - Candidatura Migliore attrice non protagonista a Valentina Lodovini
  - Candidatura Miglior sonoro in presa diretta a Gianluca Merli e Massimo Simonetti
- 28º Premio Internazionale Sergio Amidei
  - Miglior Sceneggiatura Cinematografica a Jim Carrington, Andrea Purgatori, Marco Risi e Maurizio Cerino
- 2009 - Invisible Film Fest
  - Miglior film
  - Migliore regia a Marco Risi
  - Migliore sceneggiatura a Jim Carrington, Andrea Purgatori, Marco Risi e Maurizio Cerino
  - Migliore attore protagonista a Libero De Rienzo
  - Migliori attori non protagonisti a Ernesto Mahieux e Massimiliano Gallo

## Incassi
Il film ha incassato 703000 € in tutto il periodo di programmazione.